# Aur Duri (Rambang Dangku)
Aur Duri is een bestuurslaag in het regentschap Muara Enim van de provincie Zuid-Sumatra, Indonesië. Aur Duri telt 2443 inwoners (volkstelling 2010).